# آموزون
آموزون (به لاتین: Amyzon) یک شهر باستانی ایونی در ترکیه است که در کوچارلی واقع شده‌است. این شهر باستانی در غرب آناتولی و در استان آیدین ترکیه و در نزدیکی روستای غفارلی قرار دارد.

## تاریخچه
تا قرن سوم ق.م. این شهر باستانی، جزئی از قلمرو بطلمیوسیان بوده و از قرن سوم ق.م.، به بخشی از قلمرو سلوکیان تبدیل شده است.